# John Wood el Viejo

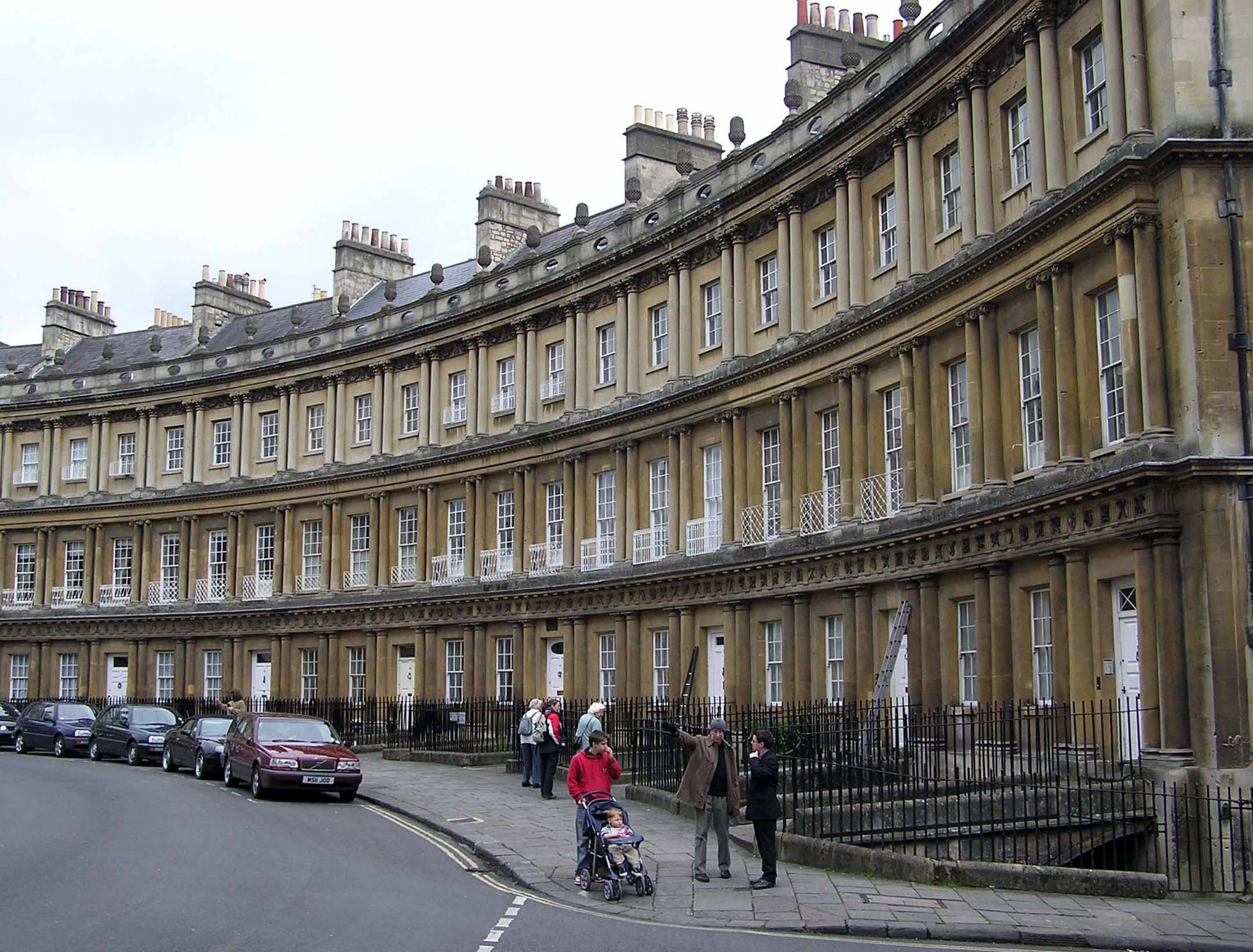
The Circus en la ciudad de Bath.

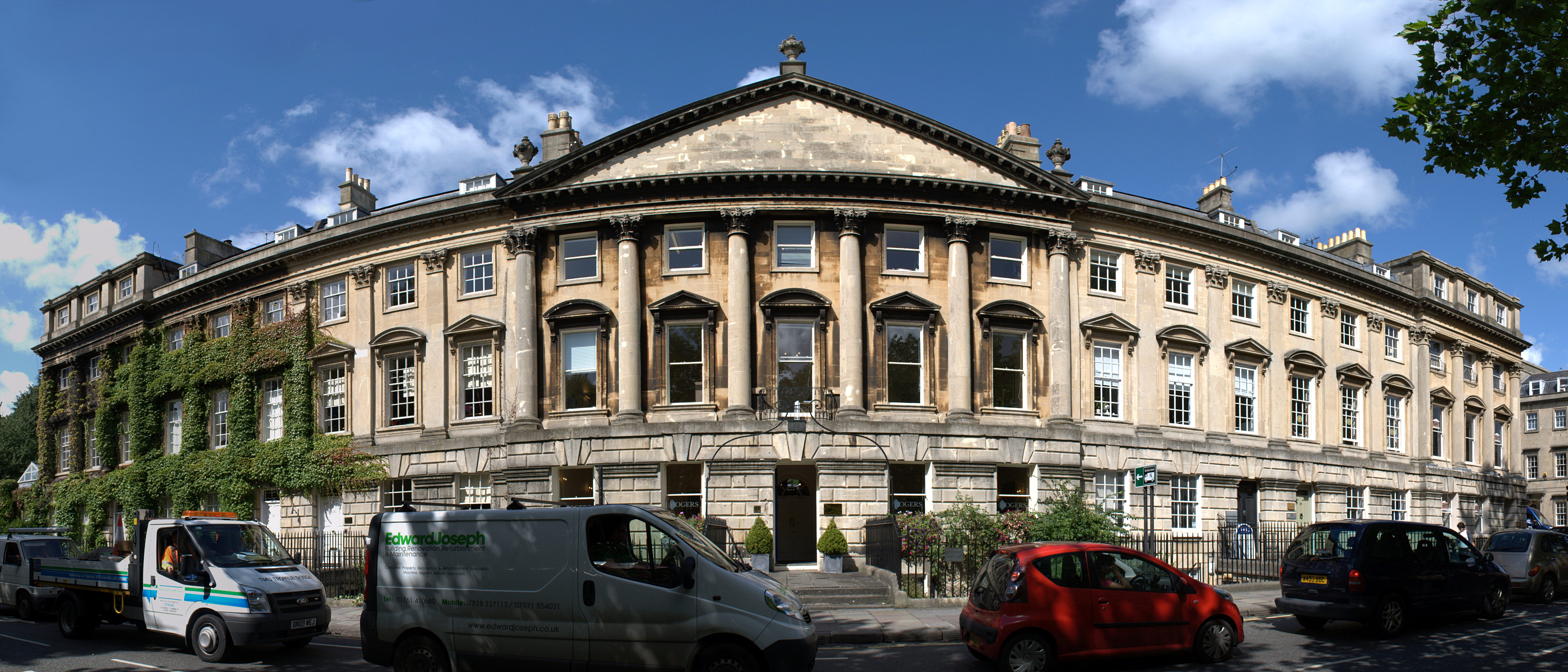
Lado norte de Queen Square.

John Wood el Viejo (Twerton, 1704-Bath, 23 de mayo de 1754) fue un arquitecto inglés que trabajó principalmente en Bath.

## Biografía
Wood nació en Twerton (Twiverton), un pueblo cercano a Bath, que más tarde se incorporó como suburbio. Su padre, George Wood fue un constructor local. Se cree que fue educado en la Blue Coat School o en la King Edward's School, aunque los registros no han podido corroborarlo por no haber sobrevivido. Durante su adolescencia y primeros veintitantos años trabajó en Bramham Park en Yorkshire y en proyectos de construcción en Londres.
En 1740 estudió Stonehenge y los círculos de piedra de Stanton Drew. Más tarde escribió ampliamente sobre Bladud y el neodruidismo. Debido a algunos de sus diseños, también se piensa que debió haber estado involucrado en los primeros años de la Francmasonería.
Su importante trabajo en Bath incluye: St John's Hospital, Queen Square, Prior Park, The Royal Mineral Water Hospital, the North and South Parades y The Circus. El diseño de este último fue de los primeros, aunque no se empezaría a construir hasta tres meses antes de su muerte, en 1754. Consta de casas idénticas que forman un círculo al que se llega por tres calles que confluyen allí. Inspirado en el Coliseo de Roma, cada casa tiene tres pisos que terminan en friso y balaustrada y alterna columnas dóricas, corintias y de orden compuesto.  
También diseñó edificios destacados en las afueras de Bath, incluyendo la reconstrucción de la catedral de Llandaff, Buckland House en Buckland, The Exchange en Bristol y el  ayuntamiento de Liverpool. Ha sido descrito por Nikolaus Pevsner como "uno de los más destacados arquitectos de la época".
También publicó varios libros, incluyendo Choir Gaure, Vulgarly called Stonehenge, on Salisbury Plain y An essay towards a description of Bath.
Wood murió en Bath y fue enterrado en el cementerio de la iglesia de Santa María, en Swainswick. Muchos de sus proyectos de construcción fueron continuadas por su hijo John Wood el Joven, incluyendo: Royal Crescent,  Bath Assembly Rooms y Buckland House y también acabaría The Circus. 
Bath es ahora Patrimonio de la Humanidad, y al menos, en parte, como consecuencia de la arquitectura neoclásica que aportaron padre e hijo.